# Carl Sargeant

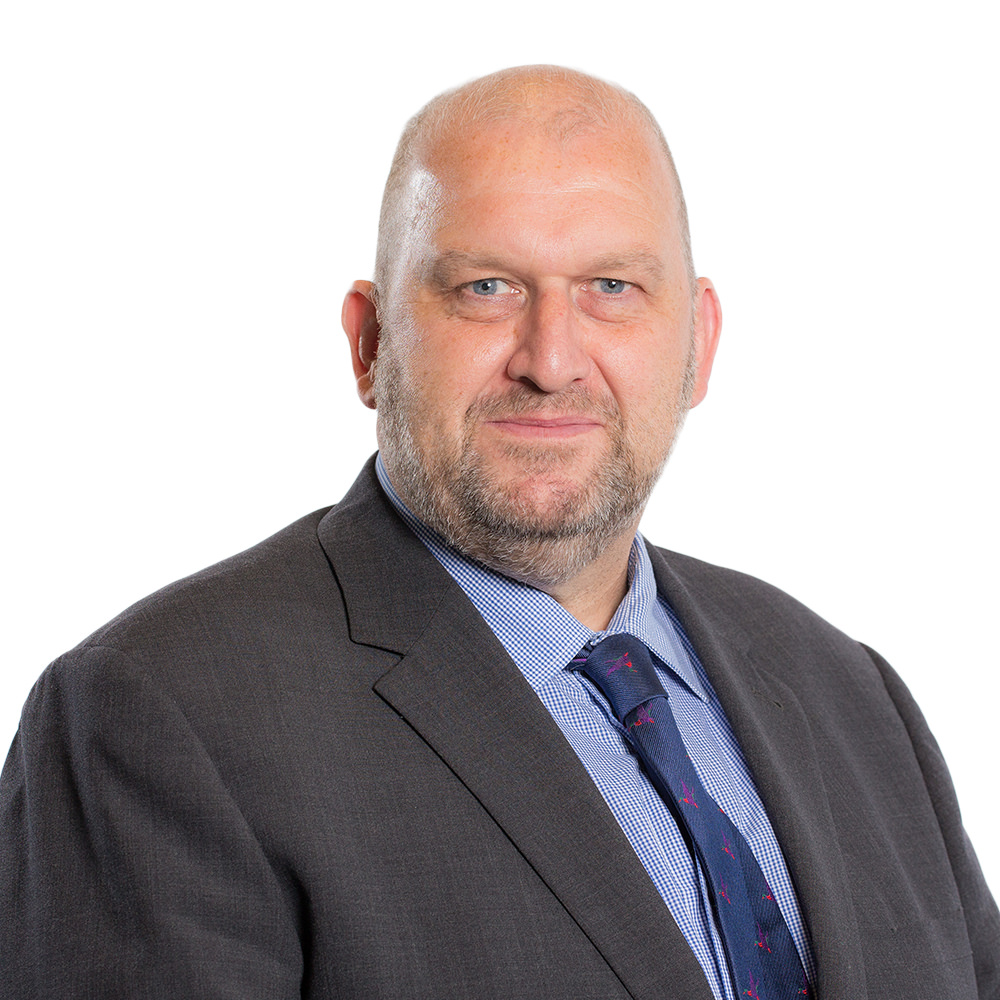
Carl Sargeant (2016)

Carl Sargeant (geboren 1968 in St Asaph; Denbighshire; gestorben am 7. November 2017 in Connah’s Quay, Flintshire) war ein walisischer Politiker der Welsh Labour Party.

## Werdegang
Sargeant arbeitete zunächst in einer Chemiefabrik im nordwalisischen Mostyn, wo er auch Zusatzausbildungen in Belangen des Umweltschutzes sowie bei der Werkfeuerwehr erhielt. In dieser Zeit wurde er zum Gemeinderat seines Heimatortes Connah’s Quay gewählt. Bei der Wahl zur Nationalversammlung 2003 konnte Sargeant als Nachfolger seines nicht mehr angetretenen Parteigenossen Tom Middlehurst den Wahlkreis Alyn and Deeside erringen und diesen auch 2007, 2011 und 2016 verteidigen.
Im Mai 2007 wurde Sargeant zum Chief Whip der Labour-Fraktion gewählt und außerdem zum Staatssekretär für die Beziehungen zur Nationalversammlung im kurzlebigen dritten Kabinett Morgan (bis Juli 2007) ernannt. Im Dezember 2009 kehrte Sargeant unter dem neugewählten Regierungschef Carwyn Jones in die Regierung zurück und bekleidete in den Folgejahren Ministerposten mit wechselnden Zuständigkeitsbereichen: zunächst für Soziale Sicherheit und Lokalverwaltung, dann für Wohnbau und Erholung und schließlich für natürliche Ressourcen. Im Oktober 2016 wurde er zum Minister für Kommunales, Kinder und Jugend ernannt.
Im Laufe seiner politischen Tätigkeit setzte sich Sargeant insbesondere für die Bekämpfung häuslicher Gewalt sowie für soziale Gerechtigkeit ein.

## Tod
Im Zuge der Ereignisse um den US-amerikanischen Filmproduzenten Harvey Weinstein wegen des gegen ihn erhobenen Vorwurfs sexueller Übergriffe im Oktober 2017 kam es im Vereinigten Königreich zu Berichten über ähnliche Vorfälle in Kreisen der britischen Politik, in deren Folge auch der Verteidigungsminister des Landes, Michael Fallon, zurücktrat. Nachdem Jones Berichte über entsprechende Verfehlungen seines Ministers angetragen worden waren, enthob er ihn am 3. November 2017 seines Amtes. Am gleichen Tage wurde auch die Parteimitgliedschaft Sargeants suspendiert, damit einher ging der Verlust des Postens des Whips seiner Fraktion. Sargeant bestritt alle Vorwürfe und beklagte gegenüber Gesprächspartnern noch am Morgen des 7. November 2017, dass er nach wie vor nicht wisse, was ihm angelastet werde. Am späten Vormittag des gleichen Tages wurde sein Leichnam in seinem Wohnhaus in Connah’s Quay aufgefunden. Britische Medien gingen einhellig davon aus, dass er Suizid begangen habe, was der zuständige Coroner einige Tage später bestätigte. Sargeant hinterließ seine Frau Bridget und zwei erwachsene Kinder.
In einem postum veröffentlichten Schriftwechsel zwischen der Labor Party und Sargeants Anwalt wies dieser die gegen seinen Mandanten erhobenen Vorwürfe zurück und beklagte zugleich, dass die Vorgänge um Entlassung und Parteisuspendierung einer Vorverurteilung gleichzusetzen seien. Jones kündigte daraufhin eine unabhängige Untersuchung der Angelegenheit an und sagte, er habe angesichts der Umstände nicht anders handeln können.
Die Nachwahl um den durch Sargeants Tod freigewordenen Sitz im walisischen Parlament gewann Anfang Februar 2018 sein damals dreiundzwanzigjähriger Sohn Jack mit großem Vorsprung.